# Bärenwald Arbesbach

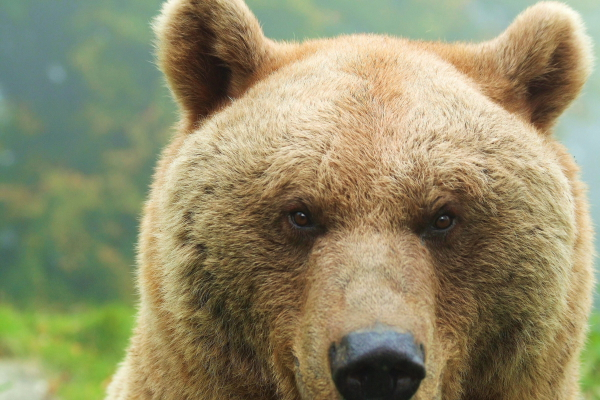
Vinzenz ist einer der ersten Braunbären aller Projekte der Vier Pfoten. Geboren 1988, 2011 nach Arbesbach, 2020 eingeschläfert.

Der Bärenwald Arbesbach (eigene Schreibung BÄRENWALD Arbesbach) ist ein Bärenschutzzentrum bei Arbesbach im niederösterreichischen Bezirk Zwettl. 1998 wurde das Freigehege eröffnet und ist so das erste Bärenschutzprojekt der Tierschutzorganisation Vier Pfoten. Der Bärenwald bietet Bären aus unzureichenden Haltungsbedingungen ein neues und tiergerechtes zuhause. Derzeit leben hier drei Braunbären auf insgesamt 14.000 Quadratmetern. 
Auch Marbu, der letzte Zirkusbär Österreichs, fand in Arbesbach ein neues Zuhause.
Seit 28. Mai 2000 ist die Anlage ca. von März bis Anfang November auch für Besucher geöffnet.

## Hintergrund
Bären in Gefangenschaft können nicht mehr ausgewildert werden. Sie sind zu sehr an den Menschen gewöhnt und könnten dadurch erhebliche Schäden anrichten, die wohl den Abschuss des Tieres zur Folge haben würde. Durch schlechte Haltungsbedingungen sind viele schwer verhaltensgestört. Der Bärenwald Arbesbach bietet solchen Bären die Möglichkeit, Instinkte und ihr natürliches Verhalten wiederzuentdecken.
Ein Grundsatz aller Vier Pfoten-Bärenprojekte ist, dass die Bären nicht zur Schau gestellt werden. Der Kontakt zum Menschen wird auf ein notwendiges Minimum reduziert. Die Bären sollen die Möglichkeit haben, sich ihren eigenen Tagesablauf zu schaffen.
Nachdem die Tiere in den Bärenwald gebracht wurden, verpflichten sich die ehemaligen Bärenbesitzer mit der Übergabe der Tiere an Vier Pfoten, keine weiteren Bären mehr anzuschaffen oder zu halten.
In den Bärenwäldern wird keine Nachzucht von Wildtieren in Gefangenschaft betrieben. Alle männlichen Bären sind kastriert, da Jungbären, die unter kontrollierten Bedingungen heranwachsen, nicht ausgewildert werden können.

## Die Anlage
Das reich strukturierte Gelände in der Naturlandschaft Arbesbach-Schönfeld im niederösterreichischen Waldviertel bietet Bären ein tiergerechtes Zuhause. Die Anlage ist in vier Sektoren unterteilt, die es ermöglichen die Bären voneinander zu trennen und die Tiere zur Fütterung in ein anderes Areal zu schleusen. Die Bären können hier ihre natürlichen Verhaltensweisen ausleben, baden, graben, umherstreifen, klettern und die arttypische Winterruhe halten. Videokameras ermöglichen es, die Bären in ihren Höhlen oder uneinsehbaren Bereichen zu beobachten, ohne die Tiere zu stören. Das Areal wurde gepachtet und 1998 darauf der erste Bärenwald der Tierschutzorganisation Vier Pfoten errichtet. 2009 wurde der Bärenwald Arbesbach erweitert. Ein Gehegeabschnitt wurde angebaut sowie ein Besucherzentrum errichtet, das über die Arbeit von Vier Pfoten und dessen Bärenschutzprojekte aufklären soll. Weiters behandelt der interaktive Rundweg den pädagogischen Auftrag in Bezug auf den Braunbären im Allgemeinen und in Österreich. Das gesamte Areal des Schutzzentrums umfasst 14.000 m² und beinhaltet vier große Freigehege, die mehrere tausend Quadratmeter groß sind und natürliche Lebensräume für die Bären bieten.

### Die Bären
Im Bärenwald Arbesbach leben Stand Mai 2025 derzeit vier Braunbären: Brumca, Erich, Mark und Felix.
Die ersten Bären, die 1998 in den Bärenwald Arbesbach übersiedelten, waren Liese und ihr Bruder Vinzenz (* 1988 in Slowenien) sowie Brumca (* 1992 in der Slowakei). Das Geschwisterpaar wurde neun Jahre lang als Besucherattraktion in einer Betongrube nahe einer Liftstation gehalten und Brumca war ein Gastgeschenk eines slowakischen Geschäftsmannes. Sie musste fünf Jahre auf 35 m² ohne Struktur leben und galt als Prestige-Objekt.
2000 wurden dann die zwei ehemaligen Zirkusbären Tom und Jerry (* 1988 in Tschechien) in den Bärenwald Arbesbach gebracht.
Im Jahr 2002 kam die in Deutschland geborene Lara (1980–2015) hinzu und 2006 wurde Marbu (1982–2007), der letzte Zirkusbär Österreichs, in den Bärenwald Arbesbach übersiedelt. Marbu musste im Sommer 2007 aufgrund von Nierenversagen eingeschläfert werden. Lara musste im November 2015 eingeschläfert werden, da sich ihr Bewegungsapparat stark verschlechterte und sie nicht mehr aufstehen konnte. Mit 35 Jahren war sie die älteste Bärin im Bärenwald Arbesbach.

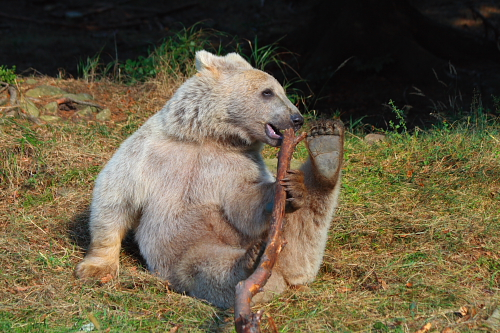
Bärenjunges Eddie beim Spielen

2011 bereicherte ein jordanisches Bärenkind den Bärenwald Arbesbach. Eddie (* 2010–2014) kam in einem Zoo in Amman zur Welt und wurde kurz darauf von seiner Mutter getrennt, um ihn zu verkaufen. Mit vier Monaten fanden ihn Mitarbeiter des Bärenwald Arbesbachs sowie der Princess Alia Foundation kurz PAF. Im Mai 2011 wurde Eddie von Jordanien nach Österreich gebracht, um hier von Artgenossen zu lernen und von seinen Verhaltensanomalien ab zu lassen. Am 24. Mai 2014 geschah ein tragischer Unfall: Eddie verhedderte sich dermaßen unglücklich mit den zum Spielen angebrachten Seilen, die aus Sicherheitsgründen mit Schläuchen und Plastik ummantelt waren, geriet in Panik und erstickte.
Am 6. Oktober 2015 kamen drei weitere Bären in den Bärenwald Arbesbach. Die drei damals noch namenlosen Braunbären wurden aus dem seit 2012 behördlich geschlossenen Tierpark Enghagen (bei Windischgarsten in Oberösterreich) nach Arbesbach übersiedelt. Es handelte sich um eine etwa zwölfjährige Mutterbärin mit ihren beiden sechsjährigen Jungbären. Im Frühjahr 2016 erhielt die Mutterbärin den Namen Miri, die Tochterbärin den Namen Emma und der Bärensohn den Namen Erich. Die Mutterbärin Miri musste im Juni 2019 aufgrund von Bauchspeicheldrüsenkrebs eingeschläfert werden. Die Tochterbärin Emma ist im Februar 2022 kurz nach der Winterruhe an einem septischen Schock der durch Bakterien verursacht wurde gestorben.
Am 9. Dezember 2022 übersiedelte der letzte Restaurantbär aus Albanien mit den Namen Mark, in den Bärenwald Arbesbach.
Die Bärin Liese, eine der ersten drei Bewohner vom Bärenwald Arbesbach, musste im März 2017 eingeschläfert werden. Sie litt an einem bösartigen Tumor. Im Juni 2020 musste der ehemalige Zirkusbär Jerry aufgrund der Nachwirkungen seiner früheren Haltungsform eingeschläfert werden.
Der Bär Felix wurde im Mai 2025 aus dem Betonkäfig neben einem Restaurant in Slowenien befreit. Neben Folgen der schlechten Tierhaltung leidet er altersbedingt unter Sehschwäche und steifen Gelenken an den Hinterbeinen. Sehr zur Freude von den Betreibern nahm er aber gleich nach seiner Ankunft am 12. Mai 2025 im Bärenwald sein Futter an. Geboren 1991 ist er der älteste Bär in seinem neuen Zuhause.

### Pflege
Einige Bären haben in den langen Jahren ihrer Gefangenschaft schwere Verhaltensstörungen ausgebildet, die sie unter den neuen Lebensbedingungen erst nach und nach ablegen. Hierfür wird ihr Lebensraum bereichert, um ihr natürliches Verhalten zu fördern (Behavioral and Environmental Enrichment).

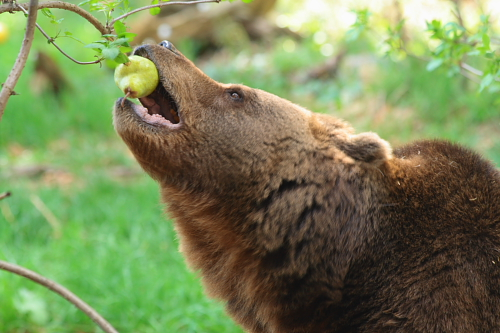
Braunbärin Lara pflückt eine für sie aufgesteckte Birne

Ziel ist, für die Tiere Bedingungen zu schaffen, die sich an ihrem Leben in freier Wildbahn orientieren. So wird zum Beispiel die Nahrung versteckt, so dass der Bär einen Großteil seiner Zeit mit Nahrungssuche beschäftigt ist, wie in freier Wildbahn. Hierbei wird darauf geachtet, dass für jeden Bären genügend Nahrung zur Verfügung steht, sodass es zu keinen Kämpfen um das Futter kommt.
Erfahrene Tierpfleger und Wildtierärzte betreuen die Bären individuell, damit sie von ihren gesundheitlichen Leiden und stereotypen Verhaltensweisen genesen. Das Verhalten der Bären wird beobachtet und dokumentiert. Vier Pfoten arbeitet eng mit Wissenschaftlern und Universitäten zusammen.
Obwohl Braunbären in freier Wildbahn Einzelgänger sind, werden sie im Bärenwald Arbesbach teilweise „vergesellschaftet“ – sie leben in kleinen Gruppen zusammen. Dies kann sich positiv auf ihr Verhalten auswirken, wenn man die richtigen Partner findet. Hierbei wird sehr vorsichtig umgegangen, damit kein Bär gestresst wird oder gar den anderen attackiert. Unter kontrollierten Bedingungen kann die Nähe eines Artgenossen sogar bereichernd sein.

### Das Gehege
In jedem Sektor des insgesamt 14.000 m² großen Areals befinden sich ein Teich sowie Winterhöhlen und Unterschlupfmöglichkeiten für die Tiere. In der naturnahen Umgebung können die Tiere ihre Instinkte wieder entdecken und die für sie bereitgestellten Enrichment-Objekte erkunden sowie den Großteil des Tages mit der Futtersuche verbringen.

### Für Besucher
Besucher können Einblicke in den Alltag der Bären erhalten. Betreute Führungen und Vorträge sowie Ausstellungen machen auf das Thema der privaten Wildtierhaltung in Österreich und die damit verbundene Tierschutzarbeit von Vier Pfoten aufmerksam. Ein ca. 500 Meter langer Rundweg durch den Park und eine Ausstellungsfläche zur Biologie der Bären stehen zur Verfügung. Kinder finden auf dem Gelände mehrere Spielplätze sowie einen Niederseilgarten. Spezielle Schulführungen sowie Kinder- und Jugendprogramme sollen die jungen Generationen für das Thema Bär sensibilisieren um in der Zukunft ein Leben „Tür an Tür“ mit freilebenden Bären zu ermöglichen. Seit 2017 bietet der Bärenwald den Besuchern einen Garten mit mehr als 20 verschiedenen Beeren. Ein spezieller 69 Kilometer langer Wanderweg, der Bärentrail, umgibt das Schutzzentrum und führt zu Wasserfällen, Felsen und anderen Sehenswürdigkeiten der Region. Der Bärenwald Arbesbach hat von Ostern bis Allerheiligen täglich für Besucher geöffnet. Ein Teil des Areals ist nur durch Glasscheiben einsehbar bzw. nur im Rahmen von Führungen zugänglich, um den Tieren eine Rückzugsmöglichkeit zu bieten.

## Ziel
Ziel ist es, aufzuklären und strengere Haltungsrichtlinien für diese Tiere durchzusetzen. Bären sind weder Haustiere noch Zirkusclowns. Auch braucht man sie nicht zu fürchten, wenn man den richtigen Umgang kennt und den Freiraum der Tiere respektiert. Der Bär soll wieder einen Platz in seiner angestammten Heimat haben, dafür muss jedoch ein Umdenken stattfinden. Die Arbeit mit den Menschen ist gleichsam Tierschutz.

### Externe Projekte

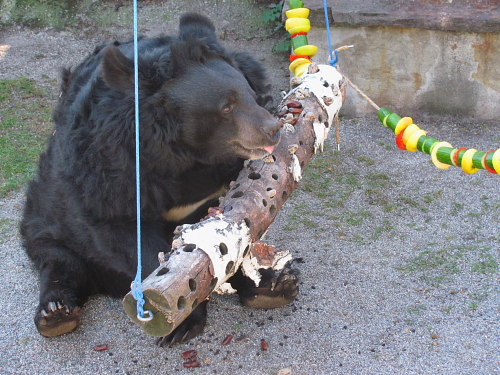
Kragenbärin Ali bei einem mit Datteln gefüllten Futterstamm

Das Bärenwald Arbesbach Team engagiert sich auch außerhalb des Bärenwaldes. Zum Beispiel in Wiener Neustadt, in dessen Stadtpark Kragenbären in einem Käfig gehalten wurden, konnten in Zusammenarbeit mit den dortigen Pflegern regelmäßig Verbesserungsarbeiten durchgeführt sowie Hilfestellungen in Bezug auf bärengerechte Haltungsweisen erbracht werden.
Die dortige Kragenbärin Ali ist mittlerweile verstorben. Es wurde alles getan, um ihr das bestehende Gehege altersgerecht zu gestalten und in Zusammenarbeit mit dem dortigen Tierpfleger ein Beschäftigungsprogramm aus zu arbeiten. Ali wurde ihr Futter nun täglich altersgerecht verteilt sowie Reizeindrücke geschaffen, die den Alltag der Bärin bereicherten. Die Kragenbärin nahm die Veränderungen mit großem Interesse an. 2012 musste sie aufgrund von Organversagen eingeschläfert werden. Wiener Neustadt hat „Vier Pfoten“ schriftlich versichert, keine Bären mehr zu halten.